# Calilena arizonica
Calilena arizonica là một loài nhện trong họ Agelenidae.
Loài này thuộc chi Calilena. Calilena arizonica được Ralph Vary Chamberlin & Wilton Ivie miêu tả năm 1941.